# Boris Vdovenko
Boris Vdovenko (Russe : Борис Евгеньевич Вдовенко, Yalta, 1909 - ?, 1995) est un photographe photojournaliste russe.

## Biographie
Boris Vdovenko est connu comme photographe de la Grande Guerre patriotique. Ia a travaillé pour RIA Novosti.

## Galerie

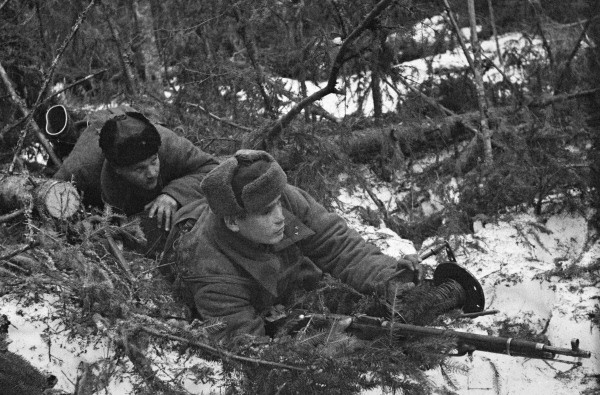
Soldats déployant une ligne de communication dans la forêt (novembre 1942)
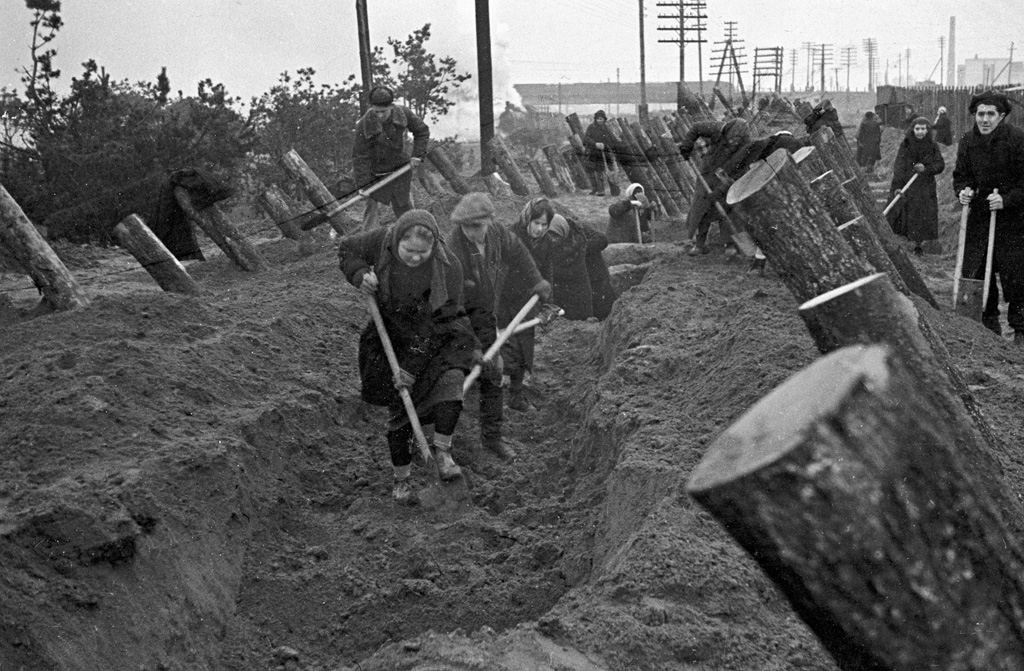
Moscovites réalisant des fortifications (octobre 1941)